# وزارة التحول الرقمي (أوكرانيا)
وزارة التحول الرقمي (بالأوكرانية: Міністерство цифрової трансформації України)‏ هي وزارة حكومية في أوكرانيا تأسست في 29 أغسطس 2019 عندما تم تعيين ميخايلو فيودوروف وزيراً للتحول الرقمي في حكومة هونشاروك. يشغل فيدوروف المنصب حتى اللحظة.

## وصلات خارجية
- الموقع الرسمي باللغة الأوكرانية